# Лак Сен Жозеф (Квебек)
Лак Сен Жозеф (фр. Lac-Saint-Joseph) је град у Канади у покрајини Квебек. Према резултатима пописа 2011. у граду је живело 251 становника.

## Становништво
Према резултатима пописа становништва из 2011. у граду је живело 251 становника, што је за 5,6% мање у односу на попис из 2006. када је регистровано 266 житеља.
| 2006. | 2011. |
| ----- | ----- |
| 266   | 251   |